# Park Ibirapuera
Park Ibirapuera (portugalski: Parque Ibirapuera) je glavni urbani park u najvećem brazilskom gradu São Paulo. Otvoren je 1954. godine na 400.-tu obljetnicu osnivanja grada, sa zgradama koje je dizajnirao arhitekt Oscar Niemeyer i pejzažom dizajnera Roberta Burlea Marxa. Park se prostire na gotovo dva kvadratna kilometra i mjesto je gdje stanovnici São Paula mogu provoditi slobodno vrijeme uz šetnju ili trčanje.
Jedan je od najvećih parkova u Latinskoj Americi, zajedno s parkom Chapultepec u Mexico Cityu i parkom Simón Bolívar u Bogoti.

## Vanjske poveznice
- (port.) Službena stranica parka.  Arhivirana inačica izvorne stranice od 22. ožujka 2011. (Wayback Machine)
- (port.) Neslužbena web stranica  Arhivirana inačica izvorne stranice od 23. svibnja 2017. (Wayback Machine)
- (port.) Muzej suvremene umjetnosti  Arhivirana inačica izvorne stranice od 6. svibnja 2008. (Wayback Machine)